# 猪急性腹泻综合征冠状病毒
猪急性腹泻综合征冠状病毒（學名：Swine acute diarrhea syndrome coronavirus），簡稱SADS冠狀病毒（SADS-CoV），又稱猪肠道甲型冠状病毒（Porcine enteric alphacoronavirus），是甲型冠狀病毒屬的一種病毒，可感染豬，造成嚴重的腹瀉疫情。此病毒很有可能起源自感染蝙蝠的病毒。

## 名稱
猪急性腹泻综合征冠状病毒（SADS冠狀病毒）發現之初曾被稱為「新型冠状病毒」，2019冠狀病毒病疫情爆發時有網路消息將此病毒與造成疫情的嚴重急性呼吸系統綜合症冠狀病毒2型混淆，實則兩病毒屬於不同的屬，且SADS冠狀病毒僅能感染豬，尚無證據顯示其具有感染人類的能力。

## 研究歷史
2016年10月，中國廣東清遠的一處養豬場爆發豬隻疫情，症狀包括腹瀉與嘔吐，出生五天內的小豬被感染的死亡率高達九成，出生八天以上的豬隻被感染的死亡率則約為5%。初期病死的豬隻小腸中驗出了猪流行性腹泻病毒（PEDV），且該養豬場過去即有爆發過PEDV感染的疫情，因此最初認定此次疫情亦是PEDV所致，然而2017年1月起，病死豬的樣本中不再檢測出PEDV，養豬場的豬隻死亡數卻持續上升，也未發現其他已知的豬病毒。不久後附近三座養豬場亦爆發類似疫情，截至同年5月在四座養豬場共造成24693頭豬隻死亡。
元基因組學研究結果顯示此疫情為一種新的冠狀病毒所致，即猪急性腹泻综合征冠状病毒（SADS-CoV），於2018年由华南农业大学研究員马静云與武汉病毒研究所研究员石正丽等人的研究團隊發表於《自然》。此病毒的基因序列有高達95%與菊頭蝠冠狀病毒HKU2（Bat-CoV HKU2）相同，且後者曾在養豬場附近的蝙蝠洞中被檢測出，另外從2013年－2016年於廣東各地採集的菊頭蝠樣本經定序後，亦發現四種病毒與猪急性腹泻综合征冠状病毒序列相似度高達96%－98%，因此此病毒很有可能即是起源自感染蝙蝠的病毒。
2018年，福建七座養豬場發生腹瀉的小豬糞便與小腸樣本中亦檢測出了猪急性腹泻综合征冠状病毒。2019年2月，最早爆發疫情的廣東清遠養豬場附近，又有另一座養豬場爆發腹瀉疫情，造成約2000頭豬隻死亡，經檢驗發現又是猪急性腹泻综合征冠状病毒感染所致。同年有研究顯示此病毒在體外除了豬以外，還可感染多種人類、猴子、老鼠、倉鼠、沙鼠與雞等動物的細胞系，且老鼠體內實驗結果顯示此病毒可感染其脾臟中的樹突細胞，並在其中複製增殖。

## 病毒學
猪急性腹泻综合征冠状病毒屬甲型冠狀病毒屬，為具包膜的正鏈RNA病毒，其基因組長度約為27000nt，共有九個開放閱讀框，編碼ORF1a、ORF1b、刺突蛋白（S）、包膜蛋白（E）、膜蛋白（M）、衣殼蛋白（N）以及NS3a、NS7a和NS7b等三種輔助蛋白。此病毒感染目前尚無疫苗可預防。